# Toronaeus lautus
Toronaeus lautus är en skalbaggsart som beskrevs av Monné 1990. Toronaeus lautus ingår i släktet Toronaeus och familjen långhorningar.
Artens utbredningsområde är Venezuela. Inga underarter finns listade i Catalogue of Life.